# 阿曼达·陶德自杀事件
阿曼达·陶德（Amanda Todd），1996年11月27日生于加拿大英属哥伦比亚省温哥华地区高贵林。2012年10月10日被发现自杀于自家的卧室裡。
  
時年16岁的阿曼达·陶德曾表示自己在学校被同学所欺凌，并一度自残，曾将自己的遭遇以卡片的形式录制成长达八分钟的视频并发至全球最大视频平台Youtube上。此视频在阿曼达死后不到十二小时即被删除，但官方未给删除原因。此次事件引起了加拿大官方对青少年心理健康发展的注意。

## 事件緣起與自殺
如同一般的哥倫比亞省的國中生，阿曼達‧陶德雖生在一個資訊爆炸的年代。但是，卻沒有對網路危險有實質的了解。在她一次體驗脫衣視訊的過程中，不慎被網友拍下裸照。時間過了許久，突然有位陌生人傳輸訊息給她。要求她繼續脫衣視訊，不然將在她的臉書好友群中散撥她的裸照。她當下沒有答應。
隔年某日，一位警察登門拜訪。並告知她「她的裸照被散佈在網路上。」她得知此事後十分焦慮。之後，她擔心的事發生了，許多朋友開始疏離她、恥笑她。甚至有人用她的裸照部分剪影作為臉書大頭照來羞辱她。
她因此試過以搬家、飲酒，甚至吸毒來逃避被欺侮的痛苦。在轉學後，她交到了一位男朋友，但突然有天她男友的「正牌女友」找了一群「姊妹」痛毆她一頓。當時她男友在場，但僅是旁觀沒有插手。且當下沒有人出手相救，卻有許多人拿出手機拍下她被毆打的過程。
她因此喝漂白水自殺，未卒。出院後她的同學傳了「你該換個牌子，多試幾次！」的簡訊給她。
2012年，阿曼達‧陶德拍攝了一段「以字卡代替語言」的影片。說明了這段故事，並在上傳到Youtube之後與世長辭。卒年16歲。

## 調查行動與逮捕嫌犯
由加拿大皇家警察進行的初步調查，確認陶德的死是自殺。據部分的媒體報導死因是上吊。然而，確切的死因並未對外公布。
皇家加拿大騎警以及英屬哥倫比亞法醫服務處都投入了二十位全職的調查人力到此案件中高貴林與草原嶺重案組也合作展開全面調查，進行訪問並尋找可能導致陶德死亡的潛在原因。調查人員檢視社群網站上的內容並主動監視這些頁面的後續新增資料。
加拿大反兒童剝削組織Cybertip.ca則聲稱在陶德自殺的一年前，就收到了她被威脅的相關線報。在2011年11月，有一位熱心的民眾就有回報給Cybertip.ca說關於陶德的不雅照被流傳在網路上。這份資料當時就提供給了執法單位以及兒福機構。根據CBS的新聞節目「第五階級（The Fifth Estate）」指出，皇家騎警曾多次收到少女陶德被成年男子性剝削的情況，但是騎警對報警家人的回應是消極的告知「騎警沒辦法做什麼。。」但安大略省警察部門卻指出，其實網路性剝削是可以及早進行調查與防治的。
2014年1月，荷蘭警方逮捕了一位男子，他涉嫌對網路上多位在荷蘭、英國與加拿大的受害者進行性剝削。2014年4月，有報導指出荷蘭當局控告一位具備荷蘭與土耳其雙重國籍的三十五歲男子，網上帳戶為「Aydin C.」的嫌犯依照荷蘭的隱私權法，其犯下了以淫穢字眼人身侵犯以及孩童色情的罪行。同月，皇家加拿大騎警發布消息，表示男子已經以對亞曼達·陶德以及其他受害孩童（受害者有男性與女性），進行勒索、網路誘拐、騷擾、與持有與散播孩童情色圖像而遭到起訴。陶德的母親感謝警方，但另一方面也表示她覺得陶德的死，應該不只有一位涉嫌。

## 社會後續反應

### 華文世紀的媒體討論
台灣對此事件陸續於2014年8月之後，有多篇電視節目從此次自殺事件探討網路霸凌與青少年使用網路的相關議題，如公視主題之夜將加拿大CBC電視台製作的紀錄片《網路殺了她（英語：The Sextortion of Amanda Todd）》，也探討了相關的網路議題在台灣的現象 或是文茜世界週報

## 外部連結
- R.I.P. Amanda Todd's Facebook